# Friday Night Lights (Fernsehserie)/Episodenliste
Diese Episodenliste enthält alle Episoden der US-amerikanischen Dramaserie Friday Night Lights, sortiert nach ihrer US-amerikanischen Erstausstrahlung. Die Fernsehserie, die von 2006 bis 2010 erstmals ausgestrahlt wurde, umfasst fünf Staffeln mit 76 Episoden.

## Übersicht
| Staffel | Episodenanzahl | Erstausstrahlung USA | Erstausstrahlung USA | Deutschsprachige Erstausstrahlung | Deutschsprachige Erstausstrahlung |
| Staffel | Episodenanzahl | Premiere             | Finale               | Premiere                          | Finale                            |
| ------- | -------------- | -------------------- | -------------------- | --------------------------------- | --------------------------------- |
| 1       | 22             | 3. Oktober 2006      | 11. April 2007       | 29. Januar 2009                   | 12. Juni 2009                     |
| 2       | 15             | 5. Oktober 2007      | 8. Februar 2008      | 19. Juni 2009                     | 7. August 2009                    |
| 3       | 13             | 1. Oktober 2008      | 10. April 2009       | 29. Dezember 2010                 | 23. März 2011                     |
| 4       | 13             | 28. Oktober 2009     | 10. Februar 2010     | 10. Januar 2012                   | 3. April 2012                     |
| 5       | 13             | 27. Oktober 2010     | 9. Februar 2011      | 11. Dezember 2012                 | 21. Januar 2013                   |

## Staffel 1
Die Erstausstrahlung der ersten Staffel war vom 3. Oktober 2006 bis zum 11. April 2007 auf dem US-amerikanischen Fernsehsender NBC zu sehen. Die deutschsprachige Erstausstrahlung sendete der deutsche Pay-TV-Sender TNT Serie vom 29. Januar bis zum 12. Juni 2009.
| Nr. (ges.) | Nr. (St.) | Deutscher Titel                 | Originaltitel                   | Erstausstrahlung USA | Deutschsprachige Erstausstrahlung (D) | Regie               | Drehbuch                                    |
| ---------- | --------- | ------------------------------- | ------------------------------- | -------------------- | ------------------------------------- | ------------------- | ------------------------------------------- |
| 1          | 1         | Der neue Coach                  | Pilot                           | 3. Okt. 2006         | 29. Jan. 2009                         | Peter Berg          | Peter Berg                                  |
| 2          | 2         | Quarterback Nr. 1               | Eyes Wide Open                  | 10. Okt. 2006        | 5. Feb. 2009                          | Jeffrey Reiner      | Jason Katims                                |
| 3          | 3         | Nur die Einstellung zählt       | Wind Sprints                    | 17. Okt. 2006        | 12. Feb. 2009                         | Jeffrey Reiner      | Elizabeth Heldens                           |
| 4          | 4         | Quarterback Voodoo              | Who’s Your Daddy                | 24. Okt. 2006        | 19. Feb. 2009                         | Allison Liddi-Brown | Kerry Ehrin                                 |
| 5          | 5         | Voodoomania                     | Git’er Done                     | 30. Okt. 2006        | 26. Feb. 2009                         | Mark Piznarski      | Patrick Massett & John Zinman               |
| 6          | 6         | Alte Seilschaften               | El Accidente                    | 7. Nov. 2006         | 5. März 2009                          | Dan Lerner          | Carter Harris                               |
| 7          | 7         | Die Liste                       | Homecoming                      | 14. Nov. 2006        | 12. März 2009                         | Patrick Norris      | David Hudgins                               |
| 8          | 8         | Achterbahn der Gefühle          | Crossing the Line               | 28. Nov. 2006        | 19. März 2009                         | Jeffrey Reiner      | Bridget Carpenter                           |
| 9          | 9         | Familienbande                   | Full Hearts                     | 5. Dez. 2006         | 26. März 2009                         | Josh Pate           | Aaron Rahsaan Thomas                        |
| 10         | 10        | Pure Eifersucht                 | It’s Different for Girls        | 12. Dez. 2006        | 2. Apr. 2009                          | Stephen Kay         | Andy Miller                                 |
| 11         | 11        | No Sex mit Jason                | Nevermind                       | 3. Jan. 2007         | 9. Apr. 2009                          | Jonas Pate          | Elizabeth Heldens                           |
| 12         | 12        | Die Vorladung                   | What to Do While You’re Waiting | 10. Jan. 2007        | 16. Apr. 2009                         | David Boyd          | Kerry Ehrin                                 |
| 13         | 13        | Willst du mich heiraten         | Little Girl I Wanna Marry You   | 24. Jan. 2007        | 23. Apr. 2009                         | Jeffrey Reiner      | Jason Katims                                |
| 14         | 14        | Auf eigene Faust                | Upping the Ante                 | 31. Jan. 2007        | 30. Apr. 2009                         | Allison Liddi-Brown | David Hudgins                               |
| 15         | 15        | Die Rassenfrage                 | Blinders                        | 7. Feb. 2007         | 7. Mai 2009                           | Stephen Kay         | Bridget Carpenter & Carter Harris           |
| 16         | 16        | Julie im Stripclub              | Black Eyes & Broken Hearts      | 14. Feb. 2007        | 14. Mai 2009                          | Jeffrey Reiner      | Patrick Massett & John Zinman               |
| 17         | 17        | Ich denke wir sollten Sex haben | I Think We Should Have Sex      | 21. Feb. 2007        | 21. Mai 2009                          | Allison Liddi-Brown | Elizabeth Heldens                           |
| 18         | 18        | Halbfinale                      | Extended Families               | 28. Feb. 2007        | 28. Mai 2009                          | Charles Stone       | Kerry Ehrin                                 |
| 19         | 19        | Nichts bleibt wie es ist        | Ch-Ch-Ch-Ch-Changes             | 21. März 2007        | 5. Juni 2009                          | Jeffrey Reiner      | Jason Katims                                |
| 20         | 20        | Schlammschlacht                 | Mud Bowl                        | 28. März 2007        | 5. Juni 2009                          | David Boyd          | Elizabeth Heldens & David Hudgins           |
| 21         | 21        | Auf zu neuen Ufern              | Best Laid Plans                 | 4. Apr. 2007         | 12. Juni 2009                         | Jeffrey Reiner      | Kerry Ehrin & Carter Harris                 |
| 22         | 22        | Endspiel                        | State                           | 11. Apr. 2007        | 12. Apr. 2009                         | Jeffrey Reiner      | Jason Katims, Patrick Massett & John Zinman |

## Staffel 2
Die Erstausstrahlung der zweiten Staffel war vom 5. Oktober 2007 bis zum 8. Februar 2008 auf dem US-amerikanischen Fernsehsender NBC zu sehen. Die deutschsprachige Erstausstrahlung sendete der deutsche Pay-TV-Sender TNT Serie vom 19. Juni bis zum 7. August 2009 direkt anschließend an die erste Staffel.
| Nr. (ges.) | Nr. (St.) | Deutscher Titel               | Originaltitel                   | Erstausstrahlung USA | Deutschsprachige Erstausstrahlung (D) | Regie               | Drehbuch                      |
| ---------- | --------- | ----------------------------- | ------------------------------- | -------------------- | ------------------------------------- | ------------------- | ----------------------------- |
| 23         | 1         | Ein Sommer geht zu Ende       | Last Days of Summer             | 5. Okt. 2007         | 19. Juni 2009                         | Jeffrey Reiner      | Jason Katims                  |
| 24         | 2         | Dumme Ideen                   | Bad Ideas                       | 12. Okt. 2007        | 19. Juni 2009                         | Jeffrey Reiner      | Elizabeth Heldens             |
| 25         | 3         | Bereit für Freitag abend?     | Are You Ready for Friday Night? | 19. Okt. 2007        | 26. Juni 2009                         | Seith Mann          | Kerry Ehrin                   |
| 26         | 4         | Viva Mexiko                   | Backfire                        | 26. Okt. 2007        | 26. Juni 2009                         | Jonas Pate          | David Hudgins                 |
| 27         | 5         | Neuanfang                     | Let’s Get It On                 | 2. Nov. 2007         | 3. Juli 2009                          | David Boyd          | Patrick Massett & John Zinman |
| 28         | 6         | Was mach’ ich hier?           | How Did I Get Here              | 9. Nov. 2007         | 3. Juli 2009                          | Jonas Pate          | Carter Harris                 |
| 29         | 7         | Pantherama!                   | Pantherama!                     | 16. Nov. 2007        | 10. Juli 2009                         | David Boyd          | Bridget Carpenter             |
| 30         | 8         | Neue Freunde                  | Seeing Other People             | 30. Nov. 2007        | 10. Juli 2009                         | Jeffrey Reiner      | Elizabeth Heldens             |
| 31         | 9         | Das Geständnis                | The Confession                  | 7. Dez. 2007         | 17. Juli 2009                         | Allison Liddi-Brown | Bridget Carpenter             |
| 32         | 10        | Auf die haben wir gewartet    | There Goes the Neighborhood     | 4. Jan. 2008         | 17. Juli 2009                         | Jeffrey Reiner      | David Hudgins                 |
| 33         | 11        | Der Rauswurf                  | Jumping the Gun                 | 11. Jan. 2008        | 24. Juli 2009                         | Dan Attias          | Patrick Massett & John Zinman |
| 34         | 12        | Wie soll das nur weitergehen? | Who Do You Think You Are?       | 18. Jan. 2008        | 24. Juli 2009                         | Michael Waxman      | Kerry Ehrin                   |
| 35         | 13        | Die Entschuldigung            | Humble Pie                      | 25. Jan. 2008        | 31. Juli 2009                         | Jeffery Reiner      | Carter Harris                 |
| 36         | 14        | Aus und vorbei                | Leave No One Behind             | 1. Feb. 2008         | 31. Juli 2009                         | Dean White          | Aaron Rahsaan Thomas          |
| 37         | 15        | Eine Frage der Ehre           | May the Best Man Win            | 8. Feb. 2008         | 7. Aug. 2009                          | Patrick Norris      | David Hudgins                 |

## Staffel 3
Die Erstausstrahlung der dritten Staffel war vom 1. Oktober 2008 bis zum 10. April 2009 auf dem US-amerikanischen Pay-TV-Sender DirecTV zu sehen, bevor der Fernsehsender NBC die Staffel ausstrahlte. Die deutschsprachige Erstausstrahlung sendete der deutsche Pay-TV-Sender TNT Serie vom 29. Dezember 2010 bis zum 23. März 2011 in Doppelfolgen.
| Nr. (ges.) | Nr. (St.) | Deutscher Titel                  | Originaltitel                  | Erstausstrahlung USA | Deutschsprachige Erstausstrahlung (D) | Regie          | Drehbuch                                         |
| ---------- | --------- | -------------------------------- | ------------------------------ | -------------------- | ------------------------------------- | -------------- | ------------------------------------------------ |
| 38         | 1         | Turbulenter Auftakt              | I Knew You When                | 1. Okt. 2008         | 29. Dez. 2010                         | Jeffrey Reiner | Jason Katims                                     |
| 39         | 2         | Schlechte Karten                 | Tami Knows Best                | 8. Okt. 2008         | 5. Jan. 2011                          | Jeffrey Reiner | Liz Heldens                                      |
| 40         | 3         | Alles eine Frage der Einstellung | How the Other Half Lives       | 15. Okt. 2008        | 12. Jan. 2011                         | Dean White     | Patrick Massett & John Zinman                    |
| 41         | 4         | Nur nicht locker lassen          | Hello, Goodbye                 | 22. Okt. 2008        | 19. Jan. 2011                         | Michael Waxman | David Hudgins                                    |
| 42         | 5         | Alle Rosen haben Dornen          | Every Rose Has Its Thorn       | 29. Okt. 2008        | 26. Jan. 2011                         | Jason Katims   | Kerry Ehrin                                      |
| 43         | 6         | Die Kunst der Überzeugung        | It Ain’t Easy Being J.D. McCoy | 5. Nov. 2008         | 2. Feb. 2011                          | Patrick Norris | Bridget Carpenter                                |
| 44         | 7         | Mit vollem Einsatz               | Keeping Up Appearances         | 12. Nov. 2008        | 9. Feb. 2011                          | Chris Eyre     | Brent Fletcher                                   |
| 45         | 8         | New York, New York               | New York, New York             | 19. Nov. 2008        | 16. Feb. 2011                         | Jeffrey Reiner | Kerry Ehrin                                      |
| 46         | 9         | Harte Regeln                     | Game of the Week               | 3. Dez. 2008         | 23. Feb. 2011                         | Michael Waxman | David Hudgins                                    |
| 47         | 10        | Position beziehen                | The Giving Tree                | 10. Dez. 2008        | 2. März 2011                          | David Boyd     | Elizabeth Heldens                                |
| 48         | 11        | Schwer in Bedrängnis             | A Hard Rain’s Gonna Fall       | 17. Dez. 2008        | 9. März 2011                          | Michael Waxman | Bridget Carpenter, Patrick Massett & John Zinman |
| 49         | 12        | Herzensangelegenheiten           | Underdogs                      | 7. Jan. 2009         | 16. März 2011                         | Jeffrey Reiner | Elizabeth Heldens                                |
| 50         | 13        | Was bleibt?                      | Tomorrow Blues                 | 14. Jan. 2009        | 23. März 2011                         | Jeffrey Reiner | Jason Katims                                     |

## Staffel 4
Die Erstausstrahlung der vierten Staffel war vom 28. Oktober 2009 bis zum 10. Februar 2010 auf dem US-amerikanischen Pay-TV-Sender DirecTV zu sehen, bevor der Fernsehsender NBC die Staffel ausstrahlte. Die deutschsprachige Erstausstrahlung sendete der deutsche Pay-TV-Sender TNT Serie vom 10. Januar bis zum 3. April 2012.
| Nr. (ges.) | Nr. (St.) | Deutscher Titel               | Originaltitel              | Erstausstrahlung USA | Deutschsprachige Erstausstrahlung (D) | Regie               | Drehbuch                      |
| ---------- | --------- | ----------------------------- | -------------------------- | -------------------- | ------------------------------------- | ------------------- | ----------------------------- |
| 51         | 1         | Willkommen an der East Dillon | East of Dillon             | 28. Okt. 2009        | 10. Jan. 2012                         | Peter Berg          | Jason Katims                  |
| 52         | 2         | Nach dem Sturz                | After the Fall             | 4. Nov. 2009         | 17. Jan. 2012                         | Michael Waxman      | Kerry Ehrin                   |
| 53         | 3         | Wenn die Löwen brüllen        | In the Skin of a Lion      | 11. Nov. 2009        | 24. Jan. 2012                         | Patrick Norris      | Patrick Massett & John Zinman |
| 54         | 4         | Nach Hause kommen             | A Sort of Homecoming       | 18. Nov. 2009        | 31. Jan. 2012                         | Christopher Misiano | Etan Frankel                  |
| 55         | 5         | Der Sohn                      | The Son                    | 2. Dez. 2009         | 7. Feb. 2012                          | Allison Liddi-Brown | Rolin Jones                   |
| 56         | 6         | Geh nicht                     | Stay                       | 9. Dez. 2009         | 14. Feb. 2012                         | Patrick Norris      | Bridget Carpenter             |
| 57         | 7         | Nur nicht täuschen lassen     | In the Bag                 | 16. Dez. 2009        | 21. Feb. 2012                         | Stephen Kay         | Ron Fitzgerald                |
| 58         | 8         | Jetzt oder nie                | Toilet Bowl                | 6. Jan. 2010         | 28. Feb. 2012                         | Michael Waxman      | Derek Santos Olson            |
| 59         | 9         | Es werde Licht                | The Lights in Carroll Park | 13. Jan. 2010        | 6. März 2012                          | Christopher Misiano | Patrick Massett & John Zinman |
| 60         | 10        | Ein Ding der Unmöglichkeit    | I Can’t                    | 20. Jan. 2010        | 13. März 2012                         | Ami Canaan Mann     | Bridget Carpenter             |
| 61         | 11        | Verletzung ausgeschlossen     | Injury List                | 27. Jan. 2010        | 20. März 2012                         | Seith Mann          | Kerry Ehrin                   |
| 62         | 12        | Keine Experimente             | Laboring                   | 3. Feb. 2010         | 27. März 2012                         | Adam Davidson       | Rolin Jones                   |
| 63         | 13        | Lokalderby                    | Thanksgiving               | 10. Feb. 2010        | 3. Apr. 2012                          | Michael Waxman      | Jason Katims                  |

## Staffel 5
Die Erstausstrahlung der fünften und finalen Staffel war vom 27. Oktober 2010 bis zum 9. Februar 2011 auf dem US-amerikanischen Pay-TV-Sender DirecTV zu sehen, bevor der Fernsehsender NBC die Staffel ausstrahlte. Die deutschsprachige Erstausstrahlung sendet der deutsche Pay-TV-Sender TNT Serie in Doppelfolgen vom 11. Dezember 2012 bis zum 21. Januar 2013.
| Nr. (ges.) | Nr. (St.) | Deutscher Titel   | Originaltitel                | Erstausstrahlung USA | Deutschsprachige Erstausstrahlung (D) | Regie               | Drehbuch                          |
| ---------- | --------- | ----------------- | ---------------------------- | -------------------- | ------------------------------------- | ------------------- | --------------------------------- |
| 64         | 1         | Ein neuer Versuch | Expectations                 | 27. Okt. 2010        | 11. Dez. 2012                         | Michael Waxman      | David Hudgins                     |
| 65         | 2         | Respekt           | On the Outside Looking In    | 3. Nov. 2010         | 11. Dez. 2012                         | Michael Waxman      | Kerry Ehrin                       |
| 66         | 3         | Die rechte Hand   | The Right Hand of the Father | 10. Nov. 2010        | 18. Dez. 2012                         | David Boyd          | Patrick Massett & John Zinman     |
| 67         | 4         | Augen auf         | Keep Looking                 | 17. Nov. 2010        | 18. Dez. 2012                         | Todd McMullen       | Bridget Carpenter                 |
| 68         | 5         | Die Löwen brüllen | Kingdom                      | 1. Dez. 2010         | 25. Dez. 2012                         | Patrick Norris      | Rolin Jones                       |
| 69         | 6         | Schleudertrauma   | Swerve                       | 8. Dez. 2010         | 25. Dez. 2012                         | Jonas Pate          | Ron Fitzgerald                    |
| 70         | 7         | Der 60 Yard Wurf  | Perfect Record               | 15. Dez. 2010        | 1. Jan. 2013                          | Adam Davidson       | Etan Frankel & Derek Santos Olson |
| 71         | 8         | Helden der Saison | Fracture                     | 5. Jan. 2011         | 1. Jan. 2013                          | Allison Liddi-Brown | Monica Henderson                  |
| 72         | 9         | Machtspiele       | Gut Check                    | 12. Jan. 2011        | 8. Jan. 2013                          | Chris Eyre          | David Hudgins                     |
| 73         | 10        | Coach, bleib da!  | Don’t Go                     | 19. Jan. 2011        | 8. Jan. 2013                          | Michael Waxman      | Bridget Carpenter                 |
| 74         | 11        | Auf zum Finale!   | The March                    | 26. Jan. 2011        | 15. Jan. 2013                         | Jason Katims        | Rolin Jones                       |
| 75         | 12        | Neue Wege         | Texas Whatever               | 2. Feb. 2011         | 15. Jan. 2013                         | Kyle Chandler       | Kerry Ehrin                       |
| 76         | 13        | Für immer         | Always                       | 9. Feb. 2011         | 22. Jan. 2013                         | Michael Waxman      | Jason Katims                      |